# Narodowy Bank Republiki Macedonii Północnej
Narodowy Bank Republiki Macedonii Północnej (mac. Народна банка на Република Северна Македонија) – centralny bank Macedonii Północnej z siedzibą w stolicy kraju, Skopje. Od 22 maja 2019 roku prezesem banku jest Anita Angełowska-Beżoska. Przed zmianą nazwy państwa w 2019 roku, Narodowy Bank Republiki Macedonii Północnej był znany jako Narodowy Bank Republiki Macedonii. W 2016 otrzymał Order za Zasługi dla Republiki Macedonii.

## Funkcje
Centralny bank wykonuje następujące funkcje:
- ustanowienie i prowadzenie polityki pieniężnej
- regulować płynność w płatnościach międzynarodowych
- ustanowić i prowadzić walutę kraju – denar macedoński
- obsługiwać rezerwy walutowe i zarządzać nimi
- regulować system płatności
- przyznać licencję założycielską i operacyjną bankowi i domowi oszczędnościowemu oraz nadzorować banki i kasy oszczędnościowe
- udzielić licencji na wykonywanie usług szybkiego przelewu pieniędzy i nadzorować działalność podmiotów wykonujących usługi szybkiego przelewu pieniędzy zgodnie z ustawą
- udzielać licencji operacyjnych biurom wymiany walut i nadzorować ich działalność zgodnie z prawem
- emitować banknoty i monety
- wykonywać czynności na rzecz rządu centralnego i organów administracji rządowej

## Muzeum
W 1999 roku Bank zakupił kolekcję rzadkich monet z terenu Macedonii, co stało się impulsem do otwarcia Muzeum. Wystawa licząca około 22 tys. eksponatów jest dostępna dla publiczności od poniedziałku do piątku w godzinach od 8–15.00. Jest to największa kolekcja publiczna na terenie Macedonii.